# Corporación Turca de Radio y Televisión
La Corporación Turca de Radio y Televisión (en turco: Türkiye Radyo ve Televizyon Kurumu), más conocida por las siglas TRT, es la compañía de radiodifusión pública de Turquía. 
El grupo fue fundado en 1964 sobre las bases de la empresa radiofónica Türkiye Radyoları, que había comenzado su actividad en 1926. TRT mantuvo el monopolio estatal de la radiodifusión hasta la apertura del mercado a la competencia privada en 1992. Actualmente gestiona seis cadenas nacionales de radio, un amplio servicio de emisoras regionales, doce canales de televisión y una plataforma digital.
TRT es miembro fundador de la Unión Europea de Radiodifusión (UER) y miembro activo de la Unión Asia-Pacífica de Radiodifusión (ABU).

## Historia
Los orígenes de TRT se remontan a la anterior radio pública Türkiye Radyoları, que había comenzado sus emisiones el 6 de mayo de 1927 en Ankara. La llegada de la televisión llevó al gobierno de Turquía a crear una corporación de radiodifusión pública que agrupase ambos medios. De este modo, el 1 de mayo de 1964 se puso en marcha la actual Türkiye Radyo Televizyon Kurumu.
La radio tuvo un rápido desarrollo y en 1974 ya existían tres cadenas nacionales sobre el anterior servicio regional. Sin embargo, la televisión no corrió la misma suerte porque los gobiernos de la época consideraban que era un producto de lujo. Las primeras emisiones de TRT-TV comenzaron el 31 de mayo de 1968 en Ankara, con la ayuda de técnicos de la República Federal Alemana; en diciembre de 1971 se instalaron emisores en Estambul y Esmirna, y a finales de los años 1970 se consolidó un servicio nacional que aun así solo llegaba al 55% de la población. Las primeras emisiones en color tuvieron lugar el 31 de diciembre de 1981, sin estandarizarse hasta 1984. Finalmente, en 1987 se consolidó la cobertura en todo el país gracias al satélite Intelsat.
TRT reingresó en 1972 en la Unión Europea de Radiodifusión, de la que ya formaba parte solo como compañía de radio, e hizo lo propio en la Unión de Radiodifusión del Asia-Pacífico en 1976.
El Gobierno rompió el monopolio estatal sobre la radio y la televisión en 1990, por lo que TRT adoptó un modelo de competencia con los grupos privados. El número de canales de TRT ha crecido hasta superar en la década del 2000 las seis cadenas de televisión nacionales, varias regionales, una internacional y nueve emisoras de radio.
La sede de la TRT fue tomada durante el intento de golpe de Estado en Turquía de 2016 contra el presidente Recep Tayyip Erdoğan por facciones del ejército turco. Aunque los militares forzaron la lectura de un comunicado en el que aseguraban haber tomado el poder y decretado la ley marcial, la policía turca recuperó el control del edificio pasadas unas horas, confirmando el fracaso del golpe.

## Organización
TRT es una empresa estatal que se financia a través de impuestos directos, publicidad y aportaciones con cargo a los presupuestos generales. El 70% del presupuesto de la corporación proviene de dos impuestos: uno sobre el recibo de la luz y otro sobre los aparatos receptores de radio y televisión. El resto se cubre a través de aportaciones estatales (20%) y venta de publicidad (10%).
Entre los objetivos de TRT se encuentran el desarrollo de la lengua y la cultura turcas, el cumplimiento del servicio público y la cobertura de las minorías del país. Desde 1989 cuenta con un servicio para la región de Anatolia Suroriental, con importante presencia de población kurda. La promoción de la cultura turca implica, entre otras cuestiones, la gestión de cuatro canales internacionales: uno para la diáspora turca (TRT Türk), otro de promoción exterior (TRT World), otro para los pueblos túrquicos (TRT Avaz) y otro en árabe.

## Radio

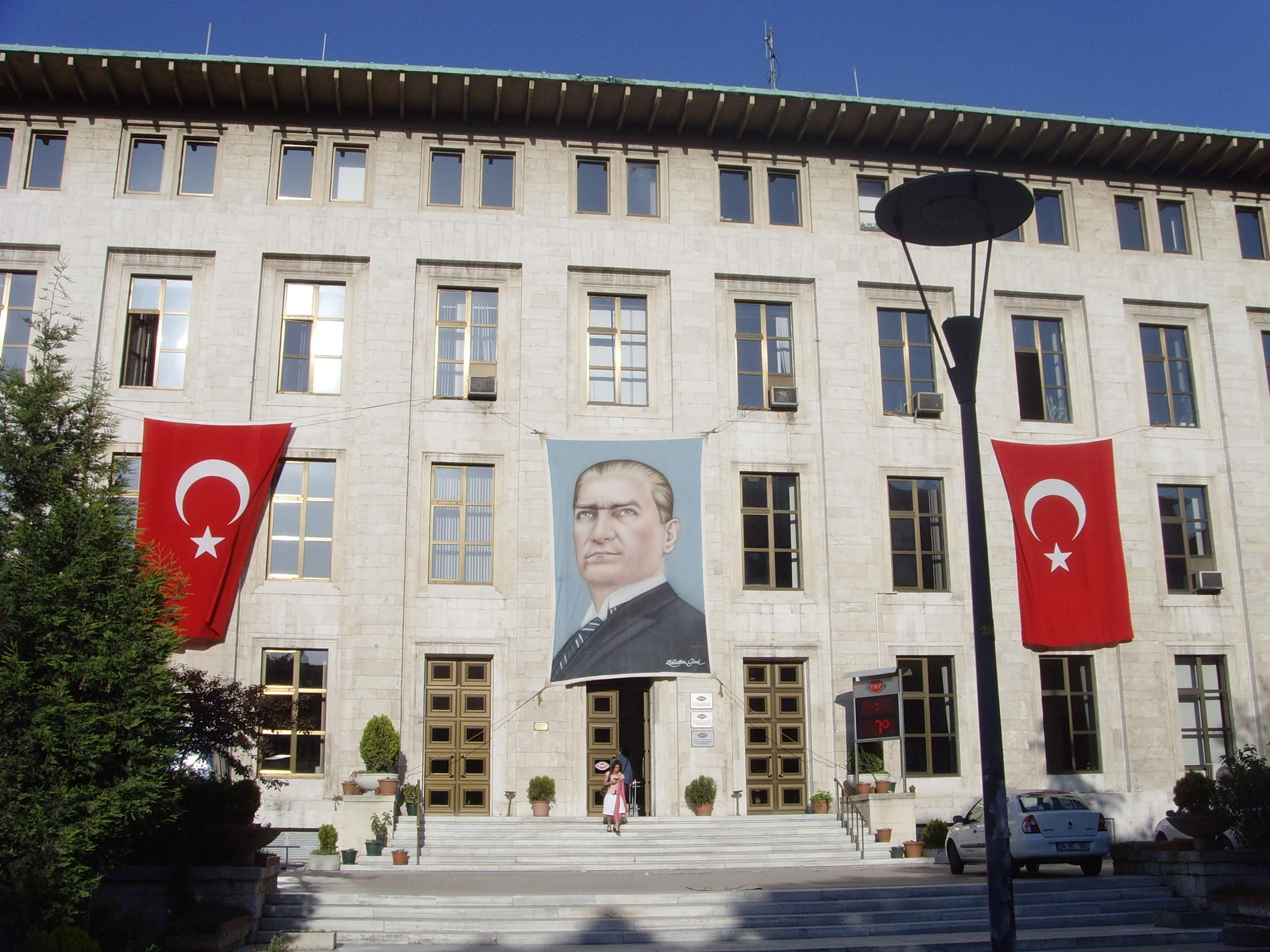
Edificio de TRT Radyo en Estambul.

### Emisoras nacionales
- TRT Radyo 1: emisora generalista con una programación que incluye informativos, magacines, espacios culturales y educativos. Se fundó en 1927 como Radio Ankara, y emite tanto en onda media como por frecuencia modulada.
- TRT FM: emisora generalista destinada al público joven, con una programación basada en la música, el entretenimiento y la información. Fue la primera emisora en frecuencia modulada del país; sus emisiones comenzaron en enero de 1975.
- TRT Radyo 3: emisora musical que abarca clásicos contemporáneos. Comenzó en enero de 1975.
- TRT Nağme: emisora especializada en música clásica turca.
- TRT Türkü: emisora especializada en música folclórica.
- TRT Radyo Haber: emisora dedicada en exclusiva a la información.

### Emisoras regionales
La red de emisoras regionales de TRT se llama Bölgesel Radyolar (en español, Radios regionales), y normalmente comparte frecuencia con otras emisoras, como TRT Radyo 1, TRT Radyo Haber o TRT Türkü. Incluye las siguientes emisoras:
- TRT Antalya Radyosu: Región del Mediterráneo
- TRT Çukurova Radyosu: Çukurova (véase Cilicia)
- TRT Erzurum: Erzurum, Región de Anatolia Oriental
- TRT GAP Diyarbakır Radyosu: Región de Anatolia Suroriental
- TRT Trabzon Radyosu: Trebisonda

### Emisoras internacionales
- Voz de Turquía: conocida en turco como Türkiye'nin Sesi Radyosu, es la emisora internacional de TRT. Emite programas en más de treinta idiomas, entre ellos el español.
- TRT Avrupa FM: emisora internacional dirigida a la diáspora turca en Europa.
- TRT Kurdî Radyo: emisora orientada a la población kurda.

## Televisión

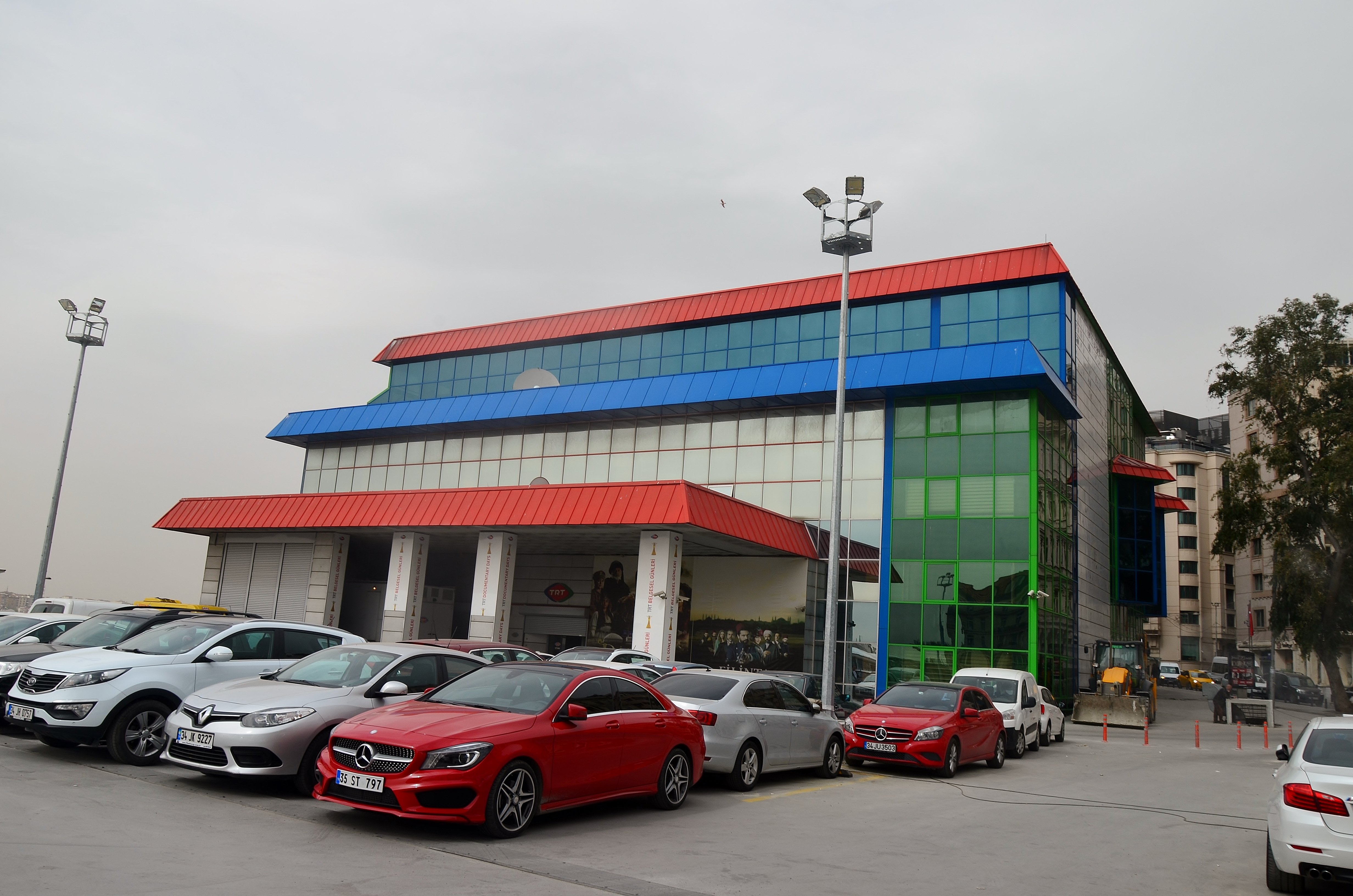
Sede de la televisión pública turca en Estambul.

### Canales nacionales
| Logo         | Programación |
| ------------ | --- |
| TRT 1        | TRT 1 — Primer canal de TRT. Su programación es generalista y está centrada en ficción, informativos y acontecimientos especiales. Comenzó a emitir el 31 de enero de 1968. |
| TRT 2        | TRT 2 — Segundo canal de TRT, especializado en cultura y arte. La marca fue recuperada el 22 de febrero de 2019, aunque este servicio ha existido desde 1986. |
| TRT Haber    | TRT Haber — Canal temático de información continua. Sus emisiones comenzaron el 18 de marzo de 2010 sobre la frecuencia analógica de TRT 2 |
| TRT Spor     | TRT Spor — Canal temático de deportes. Se puso en marcha el 9 de agosto de 2010, dentro de la señal analógica del tercer canal (TRT 3), y desde 2014 cuenta con un canal propio en alta definición. Gestiona los derechos de la Superliga de Turquía entre otras competiciones. Comparte espacio con la señal en abierto de la Asamblea Nacional. Desde 2021 dispone de un segundo canal, TRT Spor Yıldız. |
| TRT Spor     | TRT Çocuk — Canal de programación infantil. Emite desde las 6:00 hasta las 21:00. |
| TRT Belgesel | TRT Belgesel — Canal de documentales y programas culturales. |
| TRT Müzik    | TRT Müzik — Canal especializado en música turca. |
| TRT Kurdî    | TRT Kurdî — Canal dirigido al pueblo kurdo. |

### Canales internacionales
| Logo           | Programación                                                                                                 |
| -------------- | --- |
| TRT World      | TRT Türk — Principal señal internacional, dirigida a la diáspora turca.                                      |
| TRT World      | TRT World — Canal internacional con programación en inglés.                                                  |
| TRT Avaz       | TRT Avaz — Canal enfocado a los pueblos túrquicos.                                                           |
| TRT Al Arabiya | TRT Arabi — Canal enfocado a hablantes de árabe y a Oriente Medio.                                           |
|                | TRT Español — Canal internacional con programación en Español para los países de América Latina y el Caribe. |

## Internet
TRT cuenta con un servicio de transmisión en directo y video bajo demanda, «TRT Dinle», que agrupa toda la oferta digital. Además de ofrecer el contenido de los distintos canales de radio y televisión, así como el archivo histórico, cuenta con su propia línea de programas originales y exclusivos.

## Identidad corporativa
El actual logo de TRT fue estrenado en 2018 con el objetivo de unificar la imagen corporativa de los distintos servicios del grupo. Se trata de un diseño inspirado en el logotipo clásico de los años 1990, el primero que le dotó de una imagen común. La nueva imagen se implementó de forma progresiva y el proceso culminó en 2021.

Entre 2001 y 2018, TRT utilizó un logotipo diseñado por el estudio norteamericano Pittard Sullivan que ha sido rediseñado en diversas ocasiones.

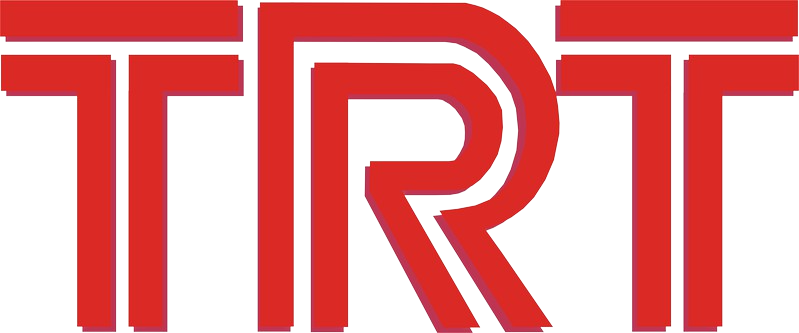
Logo clásico de TRT.
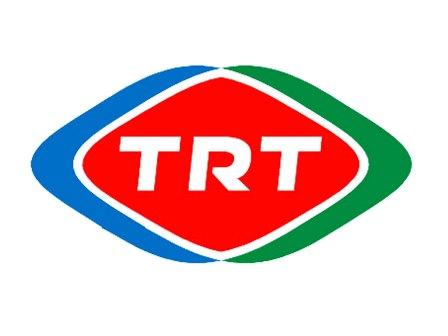
Logo de TRT desde 2001 hasta 2018.
Logo actual.